# Exorista pratensis
Exorista pratensis är en tvåvingeart som först beskrevs av Robineau-desvoidy 1830.  Exorista pratensis ingår i släktet Exorista och familjen parasitflugor.
Artens utbredningsområde är Frankrike. Inga underarter finns listade i Catalogue of Life.